# Čjang Kajšek
Čjang Kajšek (tudi Čjang Čungčeng, iz mandarinščine romaniziran kot Čjang Čjehših in Džjang Džješi), kitajski general, * 31. oktober 1887, † 5. april 1975.

## Ime in priimek
Njegov priimek se v klasični kitajščini piše z znakom 蔣, v sodobni poenostavljeni kitajščini pa z znakom 蒋, ki mu ustreza v pinjin transkripciji zapis Jiǎng (poslovenjena izgovorjava: Džjang).
Uporabljal je več različnih osebnih imen in vzdevkov. V otroštvu so ga klicali 周泰 Džoutaj in 瑞元 Ruijuan.
Od srednje šole naprej je uporabljal ime 蔣志清 Jiang Zhiqing  (poslovenjeno: Džjang Džičing).
Po letu 1912 je uporabljal ime 蔣介石 Jiǎng Jièshí (poslovenjeno: Džjang Džješi). Iz tega imena izhaja bolj znana oblika Čjang Kajšek - gre za poslovenjeno verzijo angleške transkripcije izgovorjave tega imena v kantonskem narečju. Po tem imenu je danes znan v Ljudski republiki Kitajski.
Po letu 1918 je uporabljal tudi ime 蔣中正 Jiang Zhongzheng (poslovenjeno: Džjang Džongdženg), po katerem je danes znan zlasti na Tajvanu. Ime Džongdženg se včasih vidi zapisano v latinici tudi kot Čungčeng.

## Življenjepis
Za vojaščino se je odločil iz domoljubnih razlogov in začel z izobraževanjem na Vojaški Akademiji Parting leta 1906, kasneje v Japonski Državni Akademiji (1907) in tu od leta 1909 do 1911 služil v cesarski vojski. Pridružil se je uspešni Vučangovi vstaji, tako da je vodil regiment v Šanghaju in postal član - ustanovitelj Kuomintanga (Guomindaga) ter, nenazadnje, učenec Sun Jatsena.
Tri mesece je preživel v Rusiji, da bi preučil njen politični in militarni sistem, nato je bil imenovan za voditelja Vojaške Akademije Vham Poa, kjer si je pridobil nekaj privržencev. Po smrti Sun Jatsena 1925 je prevzel vodstvo Kuomintanga in uspešno vodil (junija 1926) »severno ekspedicijo« proti Gospodom vojne, da bi združil Kitajsko in izpostavil enotnost pod Kuomintangom. V naslednjem letu si je pridobil še nekaj ozemlja in nato iz Kuomintanga izključil sovjetske zaveznike ter izgnal komuniste. Leta 1928 je postal vodja republike; to vlogo je ohranil do leta 1932 in spet od 1943 – 1948.
Od 1928 do 1937 je vlada izvedla mnogo reform: modernizirala je upravni in kazenski sistem, stabilizirala je cene, olajšala dolg, prenovila bančni in denarni sistem, zgradila železnice in ceste, izboljšala zdravstveno pomoč in šolstvo, skušala omejiti preprodajo mamil in povečala agrarno ter industrijsko proizvodnjo. V pomoč družbeni unifikaciji je bilo ustanovljeno gibanje Novega življenja, ki je temeljilo na konfucanizmu in mandarinščina je postala uradni jezik.
Čjang Kajšek je moral stalno braniti svojo oblast: v boju se je znašel z večino svojih zaveznikov (Gospodje vojne); leta 1930 je protinapad na severu terjal 250.000 žrtev in Čjang Kajšek se je komaj izognil bankrotu.
Nikoli mu ni uspelo docela pregnati komunistov, ki so se v Džjangšiju zbrali in sestavili Kitajsko Sovjetsko Republiko. Antikomunistična pozicija mu je zagotovila zavezništvo nacistične Nemčije, s katero je leta 1934 obkolil Rdečo Armado in jo prisilil na Dolgi Pohod proti Jananu.
Z japonskim vdorom v Mandžurijo leta 1931 je Čjang izpostavil sledeči slogan: »Najprej notranjo pomiritev, nato zunanji odpor.« Leta 1936 je zavezniški general Džang Šueljang organiziral ugrabitev Čjanga, da bi lahko zbral vojake proti Japonski v Odprti vojni iz leta 1937 (do 1945). Japonska je izkoristila incident pri Mostu Marka Pola pri Pekingu in napadla Kitajsko. Čjan Kajšek je bil na vojno nepripravljen, saj je svoje sile izčrpaval v nenehnih bojih s komunisti. Japonci so avgusta napadli Šanghaj. Čjang je končno poslal 500.000 vojakov, da bi branili Šanghaj, vendar je le-ta padel po polletnem obleganju v katerem je zaradi posledic bombardiranja izgubilo življenje več deset tisoč nedolžnih ljudi. Čjang Kajšek je po padcu Nankinga januarja 1938 premaknil sedež vlade globlje v notranjost, v Čongčing. Od tam je vodil odpor proti japonskim okupatorjem. Zaradi hudih ekonomskih in industrijskih težav se Čjang ni več vpletel v boje, če ne zato, da bi ohranil ozemlje, ki mu je še preostajalo. Napad na Pearl Harbor in vojna v Tihem oceanu sta zaznamovali Kitajsko kot silo Zaveznikov in stroga cenzura je krepila podobo krščanske in demokratične Kitajske, ki v resici sploh ni ustrezala ameriškemu idealiziranju. Bil je prištet med Štiri velike vodje Zaveznikov, skupaj z Rooseveltom, Churchillom in Stalinom.
ZDA so tudi dalje podpirale Čjiang Kajšeka v državljanskih bojih za kontrolo Kitajske proti Ljudski Liberalni Vojski, ki jo je vodil Mao Cetung. Kljub zunanji slavi je Čjangova vlada pešala zaradi korupcije in inflacije; vojna je hudo oslabila nacionaliste in krepila komunistične sile z naraščajočim številom privržencev.
Z Ustavo iz leta 1947 je Čjang postal Predsednik Državne skupščine. Dve leti kasneje pa je odstopil zaradi prevelikih izgub Kuomintanga v boju proti komunistom, ki so 10. decembra 1949 zasedle še Čegdu, mesto, ki ga je branil Čjang s Centralno Vojaško Akademijo Čegduja. Čjanga so z letalom prepeljali na Tajvan, od koder se ni več vrnil.
1. marca 1950 je v novi prestolnici Tajvana Tajpej spet postal predsednik, nato bil izvoljen še v letih 1954, 1960, 1966 in 1972, vendar priznan le od nekaterih držav.
26 let po begu na Tajvan je Čjang umrl v 89. letu starosti. Dandanes ga nihče ne omenja ali slavi, kajti njegova avtoritarna vlada in Mao Cetungov uspeh na kontinentu sta zabrisali njegove dosežke. 